# Michael Wagner (Fußballspieler, 1975)
Michael Wagner (* 18. Dezember 1975 in Wien) ist ein ehemaliger österreichischer Fußballspieler und nunmehriger Fußballtrainer.

## Karriere
Der Wiener begann seine Karriere in der Jugend bei der Wiener Austria. 1994 kam er in die Kampfmannschaft der Veilchen, bevor er 1996 in die deutsche Bundesliga zum SC Freiburg wechselte. Nach einem Jahr bei den Breisgauern kehrte er zurück in seine Heimatstadt Wien und spielte für eine Saison beim Lokalrivalen seines Stammklubs Austria, und zwar bei Rapid. Hier wurde er österreichischer Vizemeister; in der Sommerpause 1998 wurde Wagner aber wieder ein Veilchen und unterschrieb erneut bei der Austria.
Mit seinem Stammverein wurde er in der Saison 2002/03 österreichischer Meister und gewann im selben Jahr den ÖFB-Cup im Finale gegen den FC Kärnten. Zur gleichen Zeit spielte er außerdem insgesamt zehn Mal in der Nationalmannschaft, sein Debüt hatte er am 21. August 2002 beim freundschaftlichen Länderspiel gegen die Schweiz unter Teamchef Hans Krankl gegeben.
Nach dem internationalen Höhepunkt mit dem UEFA-Cup-Viertelfinale 2005 wechselte der damalige Austria-Kapitän zum VfB Admira Wacker Mödling. Nach dem Bundesliga-Abstieg der Südstädter ging Wagner zum ASK Schwadorf in die Regionalliga Ost, wo er im Sommer 2007 in die zweitklassige Erste Liga aufstieg. Ende 2007 wurde sein Vertrag bei Schwadorf beendet.
Seit Jänner 2009 ist Wagner Spielertrainer bei Turn- und Sportunion Obergänserndorf.

## Erfolge
- 1 × Viertelfinale UEFA-Cup: 2005

- 1 × Österreichischer Meister: 2003
- 2 × Österreichischer Cupsieger: 2003, 2005

- 10 Spiele für die österreichische Fußballnationalmannschaft von 2002 bis 2003